# Mark Penn

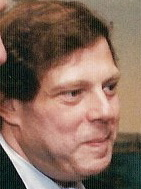
Asesor de La Casa Blanca Mark Penn en 1998.

Mark Penn es un asesor estadounidense de comunicación política y empresarial, cofundador de la empresa demoscópica Penn, Schoen and Berland Associates y director ejecutivo de la empresa Burson- Masteller. Ha realizado campañas políticas para  Bill y Hillary Clinton, Tony Blair y Ed Koch, entre otros. Destaca en la realización de trabajos de investigación demoscópica. Se le considera especialista en encuestas.

## Biografía
Mark Penn nació en Nueva York el 15 de enero de 1954 y creció  en Riverdale. El padre de Penn falleció cuando él tenía diez años y desde entonces fue criado por su madre. 
Mark Penn se graduó en la Horace Mann School de Nueva York en 1972. Ese mismo año, ingresó en la Universidad de Harvard (1972-1976), donde despuntaba en ciencias políticas, siendo especialmente relevantes sus colaboraciones con el periódico de la universidad. Destacan sus 99 artículos de investigación y análisis político.
Cuando se graduó fundó, junto con su compañero de clase Schoen, una empresa demoscópica que acabaría convirtiéndose en Penn, Schoen and Berland Associates. En 2001 los dos socios de Mark Penn vendieron su parte de la compañía a WPP Group, al que también pertenece la empresa Burson-Masteller en la que Mark Penn acabará ejerciendo como director ejecutivo y donde realizará sus principales campañas comunicativas.

## Principales Campañas Comunicativas

### Campañas políticas
- Ed Koch  alcalde de Nueva York (1977-1985)

A finales de 1976, Mark Penn y su compañero Douglas Schoen se convirtieron en los encuestadores para la realización de la campaña política de Ed Koch, candidato a la alcaldía de Nueva York en 1977 y cuyo principal opositor era el demócrata Mario Cuomo. Durante esta época Mark Penn investigó un nuevo método de realización de encuestas que dio como resultado la victoria de Ed Koch.
- Luis Herrera candidato presidencial  de Venezuela en 1978

En 1978, Mark Pen llevó a cabo las encuestas para la campaña de Luis Herrera, candidato presidencial de Venezuela. Debido a los atrasos tecnológicos, Mark Penn tuvo que realizar las encuestas puerta por puerta. Finalmente Luis Herrera ganó las elecciones por un 3% de los votos. Dichas elecciones marcaron el inicio de la fama de Mark Penn en la política de Latinoamérica.
- Menachem Begin reelección como primer ministro de Israel 1981

En 1981, Penn and Schoen condujo la campaña de reelección de Menachem Begin como primer ministro de Israel. La empresa de Penn aplicó los métodos de encuesta que se desarrollaron con la campaña de Ed Koch.
- Presidente Bill Clinton de EEUU (1994-2000)

En 1994 la empresa Penn and Schoen fue contratada para ayudar al Presidente Bill Clinton a mejorar la imagen de su partido que se había deteriorado con las derrotas de los últimos meses. En los años siguientes a la presidencia de Bill Clinton,  Mark Penn se convirtió en uno de los consejeros políticos más prominentes e influyentes.
- Hillary Clinton candidata al senado (2006) y candidata presdiencial (2008)

Campaña para el senado-2000,2006
En el 2000, la entonces Primera Ministra Hillary Clinton contrató a Penn para ser su consejero político en su candidatura al Senado de Nueva York. Esta campaña estuvo marcada por las tensiones entre Penn y otros consejeros. Finalmente Hillary Clinton, siguiendo los consejos de Penn, ganó las elecciones. 
- Campaña para la presidencia-2008

En 2008, Mark Penn se convirtió en el jefe de la campaña para la presidencia de EE. UU. de Hillary Clinton. De nuevo, hubo diferencias entre Penn y los otros consejeros, ya que cada uno proponía un método de humanización de Hillary. Finalmente perdió las elecciones frente a Barak Obama.
- Tony Blair candidato a primer ministro del Reino Unido (2005)

Cuando Bill Clinton y Tony Blair se encontraron en el funeral de Ronald Reagan en 2004, Clinton le aconsejó como mejor asesor a Penn para que llevara a cabo la campaña de Tony Blair como primer ministro del Reino Unido. Blair superó al candidato conservador Michael Howard en un 3% de los votos.

### Campañas empresariales
Mark Penn ha realizado trabajos corporativos para múltiples empresas.
Desde la mitad de 1990, Mark Penn fue el consejero de Bill Gates y Microsoft. Penn comenzó a trabajar con Microsoft cuando la compañía se enfrentaba al pleito antimonopolio iniciado por el Departamento de Justicia de U.S. Penn también fue el creador de la famosa campaña "blue sweater" que permitió recuperar la reputación de la empresa Microsoft. En 2006, una encuesta hecha a los líderes globales de opinión, mostró que Microsoft era la empresa con el mayor monopolio del mundo. The Wall Street Journal atribuyó parcialmente el éxito de la campaña al asesoramiento de Penn.
Mark Penn también ha trabajado con Ford Motor Company, Merck and Company, Verizon, BP y McDonald's.